# Yū Kikkawa

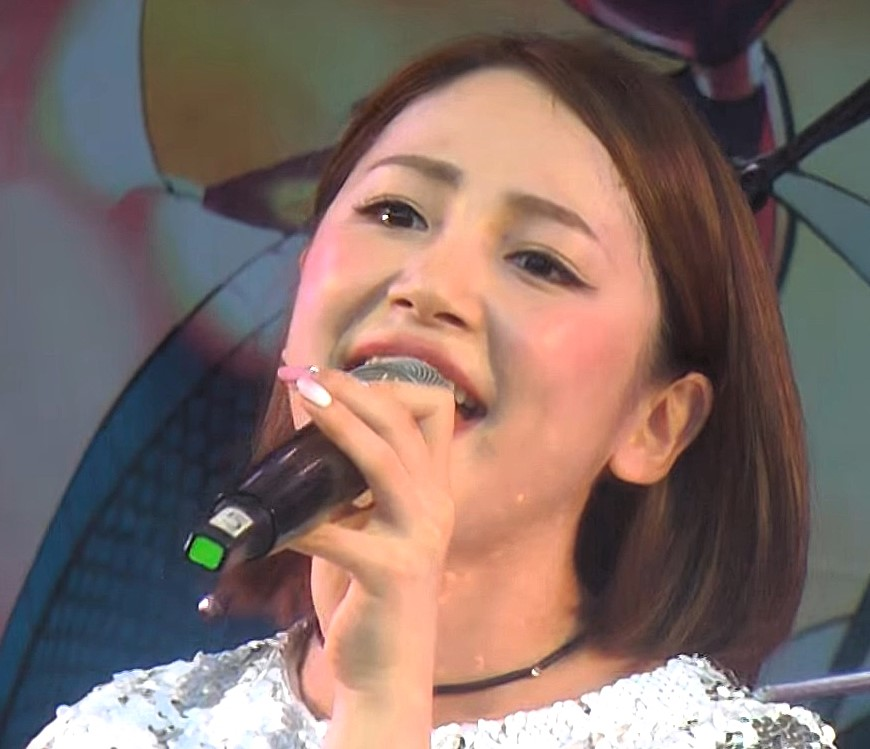
Yū Kikkawa, 2016

Yū Kikkawa (jap. 吉川友, Kikkawa Yū; * 1. Mai 1992 in der Präfektur Ibaraki, Japan), auch bekannt unter ihrem gleichlautenden Künstlernamen You Kikkawa, ist eine japanische Sängerin und Schauspielerin.

## Biographie
Im Jahr 2006 nahm Kikkawa am Casting für die 8. Generation Morning Musumes teil, wo sie jedoch gegen Aika Mitsui verlor. Daraufhin trat sie den Hello! Pro Eggs bei. Erste Erfahrungen im Geschäft sammelte sie an der Seite von Sayaka Kitahara und Koharu Kusumi in der Gruppe MilkyWay. Zudem übernahm sie eine Sprechrolle im Anime Kirarin☆Revolution.
2010 verließ sie die Hello! Pro Eggs und das Hello! Project um eine Solokarriere zu starten. Sie blieb jedoch unter dem Schirm der Agentur UP-FRONT. 2011 folgte ihre Debütsingle, Kikkake wa YOU!.
Kikkawa bringt in regelmäßigen Abständen neue Singles heraus. Weiterhin tritt sie gelegentlich auf Konzerten des Hello! Projects als Gastkünstler auf. Zudem hat sie Auftritte in Doramas und Theaterstücken, wie zuletzt in Fiddler on the Roof.
In den letzten Jahren folgten zudem Auslandstouren in die USA, Frankreich, Belgien und Brasilien.

## Diskografie

### Alben
| Jahr | Titel                   | Höchstplatzierung, Gesamtwochen, AuszeichnungChartsChartplatzierungen (Jahr, Titel, Platzierungen, Wochen, Auszeichnungen, Anmerkungen) | Anmerkungen                                                 |
| Jahr | Titel                   | JP | Anmerkungen                                                 |
| ---- | ----------------------- | --- | ----------------------------------------------------------- |
| 2012 | One for You!            | JP30 (2 Wo.)JP | Erstveröffentlichung: 18. Januar 2012 Verkäufe JP: + 3.551  |
| 2012 | Vocalist?               | JP40 (2 Wo.)JP | Erstveröffentlichung: 7. November 2012 Verkäufe JP: + 2.752 |
| 2013 | Two You                 | JP59 (2 Wo.)JP | Erstveröffentlichung: 24. April 2013 Verkäufe JP: + 2.259   |
| 2013 | Best of You!            | JP63 (2 Wo.)JP | Erstveröffentlichung: 7. August 2013 Verkäufe JP: + 1.605   |
| 2015 | You the 3rd: Wildflower | JP23 (1 Wo.)JP | Erstveröffentlichung: 14. Oktober 2015                      |

### Singles
| Jahr | Titel Album | Höchstplatzierung, Gesamtwochen, AuszeichnungChartsChartplatzierungen (Jahr, Titel, Album, Platzierungen, Wochen, Auszeichnungen, Anmerkungen) | Anmerkungen                                                   |
| Jahr | Titel Album | JP | Anmerkungen                                                   |
| ---- | --- | --- | ------------------------------------------------------------- |
| 2011 | Kikkake wa You! (きっかけはYou) One for You!                                                                                                  | JP9 (3 Wo.)JP | Erstveröffentlichung: 11. Mai 2011 Verkäufe JP: + 17.754      |
| 2011 | Hapirapi ~Sunrise~ (ハピラピ～Sunrise～) One for You!                                                                                         | JP4 (4 Wo.)JP | Erstveröffentlichung: 11. Mai 2011 Verkäufe JP: + 13.460      |
| 2011 | Konno Watashi de Yokattara (こんな私でよかったら) One for You!                                                                                | JP16 (7 Wo.)JP | Erstveröffentlichung: 28. Dezember 2011 Verkäufe JP: + 8.487  |
| 2012 | Koko Kara Hajimarunda! (ここから始まるんだ) Two You                                                                                           | JP25 (6 Wo.)JP | Erstveröffentlichung: 11. Juni 2012 Verkäufe JP: + 5.989      |
| 2012 | Darling to Madonna (ダーリンとマドンナ) Two You                                                                                               | JP18 (4 Wo.)JP | Erstveröffentlichung: 26. September 2012 Verkäufe JP: + 5.220 |
| 2013 | Sekaijuu ni Kimi wa Hitori Dake / Valentine’s Radio / Chocolate Damashi (世界中に君は一人だけ ／ Valentine’s Radio ／ チョコレート魂) Two You | JP19 (2 Wo.)JP | Erstveröffentlichung: 16. Januar 2013 Verkäufe JP: + 4.913    |
| 2014 | Urahara Temptation / Ii jan (Uraharaテンプテーション / いいじゃん) You the 3rd: Wildflower                                                    | JP17 (1 Wo.)JP | Erstveröffentlichung: 25. Juni 2014 Verkäufe JP: + 4.068      |
| 2014 | Amai Melody / "Suki" no Kazoekata (あまいメロディー / 「すき」の数え方) You the 3rd: Wildflower                                               | JP16 (1 Wo.)JP | Erstveröffentlichung: 29. Oktober 2014 Verkäufe JP: + 5.008   |
| 2015 | Hana You the 3rd: Wildflower | JP15 (2 Wo.)JP | Erstveröffentlichung: 6. Mai 2015                             |
| 2016 | Ha wo Kuishibare! Charming Shōbu Sedai (歯をくいしばれっっ!/チャーミング勝負世代) –                                                           | JP23 (4 Wo.)JP | Erstveröffentlichung: 1. Juni 2016                            |
| 2017 | Sayonara, Standard – | JP31 (4 Wo.)JP | Erstveröffentlichung: 24. Mai 2017                            |
| 2018 | Distortion Tokimeita no ni Through – | JP21 (2 Wo.)JP | Erstveröffentlichung: 17. Januar 2018                         |

## Gruppen
- Hello! Pro Eggs (2007–2010)
- MilkyWay (2008–2009)
- Ganbarou Nippon Ai wa Katsu Singers (2011)
- Kikkaren (2013-)
- Team Makenki (Kari) (2014-)

## Weitere Werke (Auswahl)

### Doramas
- Suugaku♥Joshi Gakuen (2012)
- Sprout (2012)
- Hanchou 6 (2012)
- Kanpai Senshi After V (2014)

### Anime
- Kirarin☆Revolution (2008–2009)
- Sengoku Collection (2012)

### Radioshows
- Idol Showcase i-Ban (2011-)
- Kikkawa Yuu no! Douga yatte Mikka! (2013-)